# Shiguaignathus
Shiguaignathus wangi
Genre
Espèce
Shiguaignathus est un genre fossile de thérapsides thérocéphales ayant vécu durant la fin du Permien dans ce qui est actuellement la Chine. Une seule espèce est connue, Shiguaignathus wangi, décrite en 2017 par les paléontologues Jun Liu (d) et Fernando Abdala (d) à partir d'un crâne partiel découvert dans la formation de Naobaogou, situé en Mongolie-Intérieure. Le genre s'avère être un membre basal de la famille des Akidnognathidae.